# Наумов, Пётр Владиленович
Пётр Владиле́нович Нау́мов (р. 28 мая 1952, Жданов) — советский и российский эстрадный музыкант (певец, барабанщик). Участник вокально-инструментальных ансамблей (ВИА) «Поют гитары» (1973—1975) и «Надежда» (1976—1978).

## Биография

### Детство и юность
Пётр Наумов родился 28 мая 1952 года в городе Жданове (в 1989 году городу возвращено историческое название Мариуполь). Потомственный музыкант по отцовской и материнской линиям. Окончил музыкальную школу по классу аккордеона. В школьном возрасте играл на трубе в духовом оркестре и на гитаре на танцплощадках Жданова. Учился в Индустриальном техникуме и выступал с концертами как от техникума, так и от Дома учителя. Как гитариста Петра Наумова вместе с другом-барабанщиком однажды пригласили играть в один из популярных ждановских ансамблей, но друг не пришёл, и Петру пришлось сесть за ударную установку, на которой ему доводилось играть и раньше. Эта случайность определила дальнейший выбор инструмента — он стал барабанщиком и даже готовился поступать в музыкальное училище по классу ударных инструментов. В ноябре 1970 года был призван на срочную службу в Советскую армию и определён в ансамбль песни и пляски Закавказского пограничного округа (КЗакПО), с которым объездил весь Кавказ. В конце 1972 года демобилизовался.

### ВИА «Поют гитары»

Вокально-инструментальный ансамбль «Поют гитары» с другими концертными участниками в аэропорту Ростова-на-Дону после гастролей на стадионе завода «Ростсельмаш», 1973.
В первом ряду: Пётр Наумов, Алла Пугачёва, костюмер Пугачёвой. Правее и выше Аллы Пугачёвой — Виталий Кретюк. Верхний ряд: Станислав Черепухин, Михаил Ковалёв, Валерий Редько, Аркадий Хоралов, неизвестный, Александр Колесников, Юрий Редько, Виктор Балашов, Александр Якулов

В январе 1973 года Пётр Наумов начал работать барабанщиком в вокально-инструментальном ансамбле «Поют гитары» Костромской филармонии, с которым объездил весь СССР. Работу в ансамбле предложил ему Станислав Черепухин, с которым они вместе служили в армии. Из ансамбля вышли Аркадий Хоралов, Александр Малинин, Александр Нефёдов, Сергей Пенкин, Станислав Черепухин, Валерий Редько, Юрий Редько.
В ВИА «Поют гитары» Пётр Наумов был не только барабанщиком, но полноценным вокалистом, спев несколько песен как солист. В ансамбле он работал до января 1975 года, после чего вернулся в родной Жданов и стал играть в местных ресторанах.
Начав профессиональную карьеру, Наумов обзавёлся собственными инструментами: «В то время в магазинах были только немецкие установки и чешские. Я купил себе Supertrova, потом подкупал малый барабан Premier и тарелки Super Zyn. С ними я работал и в Мариуполе, и в „Поют гитары“, и в „Надежде“».

### ВИА «Надежда», попытка возвращения в ВИА «Поют гитары»
В ноябре 1976 года Петру Наумову позвонил всё тот же армейский друг Станислав Черепухин, который в своё время пригласил Наумова в ВИА «Поют гитары», и на этот раз сообщил, что вокально-инструментальному ансамблю «Надежда» нужен барабанщик. Слышавший их песни по радио, Наумов быстро собрался и приехал в Москву со своей ударной установкой. Неприятной неожиданностью для него стало то, что он оказался на прослушивании одним из нескольких кандидатов. Основатель и художественный руководитель «Надежды» Миша Плоткин и несколько музыкантов ансамбля после долгого закрытого совещания по результатам прослушивания сказали Петру Наумову, что не знают, кем брать его в коллектив — барабанщиком или певцом. Наумов убедил их, что будет и играть на барабанах, и петь. Такой ответ удовлетворил Плоткина, и Пётр Наумов стал участником ансамбля.
В тот же день Миша Плоткин взял Петра Наумова с собой в Шаболовский телецентр, куда он поехал по делам, и познакомил со встретившимся им Михаилом Шуфутинским, который сообщил им обоим, что эмигрирует в США. И в тот же день Наумов с помощью плоткинского приятеля Олега Непомнящего снял в Марьиной роще комнату.

Вокально-инструментальный ансамбль «Надежда», зима 1976—1977. Слева направо: Вячеслав Улановский, Пётр Наумов, Юрий Назаренко, Людмила Барыкина, Леонид Белый, Евгений Гудков, Виктор Андриевский, Миша Плоткин, Александр Шабин, Людмила Шабина, Вячеслав Семёнов, Иосиф Литт, Евгений Печёнов

Репертуар ВИА «Надежда» Наумов характеризовал как «большой и непростой». Аранжировки делались музыкантами внутри коллектива и «были оригинальными». Все партии вокала и всех инструментов, включая бэк-вокал и ударную установку, писались нотами. В отличие от предыдущего ансамбля «Поют гитары», в «Надежде» Наумов не пел сольных песен (единственным исключением стал фрагмент песни «Горячий снег»), но использовался как бэк-вокалист. Миша Плоткин, тем не менее, называл Наумова «поющим барабанщиком». Позже Пётр Наумов вспоминал, что «Надежда» очень много репетировала — подчас в ущерб гастролям. Из-за этого денег на жизнь, по его словам, постоянно не хватало. Но когда дело доходило до гастролей — они проходили во дворцах спорта, на стадионах, с хорошими гостиницами и самолётами и приносили музыкантам существенный доход. На гастролях Наумов познакомился со многими музыкантами советской эстрады и завёл много друзей, с которыми продолжал общаться в течение всей жизни. В какой-то момент Наумова пригласили барабанщиком в аккомпанирующий состав Иосифа Кобзона, но Миша Плоткин его «не отпустил».
Через считанные месяцы после начала работы в ВИА «Надежда» Пётр Наумов пережил нервно-психический дистресс, который привёл его к аэрофобии и полностью изменил последующую жизнь и карьеру. В марте или апреле 1977 года «Надежда» улетала на гастроли в Ташкент со Львом Лещенко и ансамблем «Мелодия». При посадке в аэропорту Наумов увидел, что почти все музыканты «Мелодии» «пьяны в стельку», и услышал объяснение, что «они перед полётом всегда такие, потому что летать боятся». Самолёт летел ночью, почти все пассажиры спали, но сам Наумов после услышанного не мог заснуть и вдобавок стал свидетелем вхождения самолёта в зону турбулентности: «Самолёт повёл себя странно — задрожал, как будто мы уже приземлились и катимся по посадочной полосе. Я выглянул в иллюминатор, а там темнота, и мы в небе. Я очень испугался и в таком состоянии долетел. <…> После этого я с ужасом садился в самолёт». Узнав впоследствии про намечающиеся гастроли ВИА «Надежда» на Дальний Восток, Пётр Наумов в январе 1978 года подал Мише Плоткину заявление об увольнении.
В апреле 1978 года Наумов сделал попытку вернуться в ВИА «Поют гитары», где к этому времени появился новый солист Александр Нефёдов. Тем не менее, снова став барабанщиком, Пётр Наумов пел несколько сольных песен — как за ударной установкой, так и у стойки микрофона. Опыт работы на больших площадках и в студии, полученный Наумовым в «Надежде», сказывался на его исполнительской манере, что, по его словам, не нравилось «пожилым» руководителям ВИА «Поют гитары», бывшим театральным актёрам Валерию Муратову и Валентине Макаровой. Спустя три месяца, в июне 1978 года, это привело к новому разрыву Петра Наумова со своим старым коллективом: «В „Поют гитарах“ ничего не изменилось, изменился я».
Фактически завершив на этом карьеру в вокально-инструментальных ансамблях всесоюзного уровня, Пётр Наумов спустя несколько десятилетий сказал: «То время ВИА было весёлым, гастрольным. В отсутствие хорошей музыки на экранах ТВ и на радио мы были звёзды эстрады — нас любили, за нами ездили тучи поклонниц, друзей. Вспоминаю с удовольствием». О своих музыкальных предпочтениях этого времени (барабанщики и советские вокально-инструментальные ансамбли) он говорил: «Из западных барабанщиков нравились Бадди Рич, Дэни Серафино из группы „Чикаго“ и, конечно, Иэн Пейс из Deep Purple. Из советских — Саша Симоновский и Юрий Генбачёв. Почему? Потому что техничные. <…> Нравились ВИА с сильными музыкантами и певцами — „Арсенал“, „Чаривни гитары“, „Поющие сердца“».

### Варьете Воркуты, ансамбль песни и пляски «Пограничник Арктики», ВИА «Время Союза»
Вернувшись в Жданов, в 1979 году Пётр Наумов поступил там певцом в варьете и уехал с варьете в Воркуту на «временную работу», растянувшуюся до 1990 года. В 1990 году там же в Воркуте поступил на работу в военный ансамбль песни и пляски «Пограничник Арктики» и объездил с гастролями ансамбля весь север «от Мурманска до Чукотки». В составе ансамбля принимал участие во многих фестивалях и конкурсах и был представлен командованием к почётному званию Заслуженный артист Республики Коми. Уволился из ансамбля «Пограничник Арктики» в 2002 году. В 2005—2008 годах был участником вокально-инструментального ансамбля «Северный ветер».
В настоящее время вышел на пенсию, живёт в Сыктывкаре. С 2010 года — вокалист созданного в 2009 году вокально-инструментального ансамбля «Время Союза», состоящего из сыктывкарских музыкантов разных поколений и исполняющего песни 1970—1980-х годов.

## Семья
Женат, двое детей, четверо внуков. Сын Михаил Наумов — певец.

## Песни (вокал)

### ВИА «Поют гитары»
- Я тебе пригожусь (Игорь Гранов — Леонид Дербенёв)[2]
- Не заводите вы, ребятушки… (из репертуара Бена Бенцианова)[2]
- Золотая рыбка (Владимир Шаинский — Михаил Львовский)[2]
- Зеркало (Юрий Антонов — Михаил Танич)[2]

### ВИА «Надежда»
- Горячий снег (Александра Пахмутова — Михаил Львов) (фрагмент сольного пения)[2]

## Интервью
- Сакаева Мария. Пётр Наумов: «Я бы последовал примеру „Бурановских бабушек“ — поехал на Евровидение». Красное знамя (10 марта 2012). Дата обращения: 25 февраля 2017.
- Котлячков Сергей. «Вспоминаю с удовольствием…»: [Интервью с Петром Наумовым]. Вокально-инструментальная эра (сентябрь 2014). Дата обращения: 25 февраля 2017.